# Widelo von Minden
Widelo (auch Witelo, Wylo) († 28. Dezember 1119) war von 1097 bis 1105 (Gegen-)Bischof von Minden. Zwischenzeitlich abgesetzt, amtierte er erneut 1113 bis zu seinem Tod.

## Leben
Er soll ein geborener Herr von Panen und vor seiner Bischofswahl Geistlicher in Köln gewesen sein. Er wurde zur Zeit des Streits zwischen Anhängern von Papst Gregor und denen von König Heinrich IV. (Vgl. Investiturstreit) im Bistum Minden („Mindener Schisma“) Bischof. Er wurde von Heinrich 1097 ernannt, da zum einen der aus kaiserlicher Sicht legitime Vorgänger Bischof Volkmar ermordet war und das Amt somit aus kaiserlicher Sicht wieder zu besetzen war, zum anderen sich durch den Tod des von päpstlicher Seite eingesetzten Bischof Ulrich von Minden, der bis 1097 de facto über das Bistum herrschte, eine Chance auftat, den Bischofsposten mit einem dem Kaiser genehmen Kandidaten neu zu besetzen. Widelo gelang es zunächst auch über Minden zu regieren und die Nachfolge des Gregorianer Ulrichs (von Minden) anzutreten, der 1096 bis 1097 in Minden regierte. Der Konstanzer Bischof und päpstliche Legat Gebhard III. von Zähringen hat Widelo bei einem Treffen des Königs mit sächsischen Großen zu Ostern 1105 in Goslar abgesetzt. An seiner Stelle wurde Gottschalk von Minden, den die Anhänger Gregors ebenfalls schon 1097 zuvor zum Bischof erwählt hatten, der aber zunächst keine Macht über das Bistum erlangen konnte, in diesem Amt bestätigt. Widelo lebte in der folgenden Zeit am königlichen Hof. Nach dem Tod Gottschalks im Jahre 1113 hat Widelo bis zu seinem Tod am 28. Dezember 1119 erneut als Bischof in Minden amtiert. Widelo war der letzte Bischof von Minden, der sich gegen einen Gegenbischof behaupten musste. Sein Nachfolger Siegward von Minden regierte, wie bereits Gottschalk, in seiner zweiten Amtszeit unangefochten.